# Tridentaforma fuscoleuca
Tridentaforma fuscoleuca is een vlinder uit de familie van de yuccamotten (Prodoxidae). De wetenschappelijke naam van deze soort werd voor het eerst officieel vastgesteld en gepubliceerd door Braun in het jaar 1923.